# 120-mm-Kanonenmörser 2B16 Nona-K
Der 120-mm-Kanonenmörser 2B16 Nona-K ist ein sowjetisches Artilleriegeschütz, das im Konstruktionsbüro für Artilleriewaffen der Motowilichinskije sawody in der Stadt Perm entwickelt wurde.

## Entwicklung
Der Kanonenmörser 2B16 entstand aufgrund der Einsatzerfahrungen der Landstreitkräfte der UdSSR während des Afghanistankriegs. Im Jahr 1986 wurde der Kanonenmörser in kleiner Anzahl bei den Luftlandetruppen der Sowjetarmee in Dienst gestellt. Später fand er auch bei der Russischen Marineinfanterie Verwendung.

## Technik
Der Kanonenmörser 2B16 ist eine gezogene Variante des 2A51-120-mm-Mörsers aus dem Panzermörser 2S9 Nona-S. Der 2B16 kann sowohl in der oberen Winkelgruppe für den Artilleriekampf (Indirektes Feuer) wie auch in der unteren Winkelgruppe im Direktschuss verwendet werden.
Der 2B16 ist eine Kanonenmörser mit Kraftzugsystem und einer zweirädrigen Spreizlafette mit zwei Spreizholmen. Die Länge des 2B16 beträgt beim Transport 5,9 m und in feuerbereiter Stellung 5,7 m. Die Höhe der Kanone (durch das Geschützrohr bedingt) beträgt feuerbereit 1,34 m und beim Transport 1,70 m. Die Breite auf der Fahrbahn liegt bei 1,79 m. Zum Straßentransport können der leichte Lastkraftwagen GAZ-66 oder das Geländefahrzeug UAZ-469 verwendet werden. Die maximal zulässige Zuggeschwindigkeit beträgt 80 km/h auf der Straße und 35 km/h im Gelände.
Der 2B16 verwendet ein 120-mm-Hinterlader-Mörser mit einem Geschützrohr (Lauf) mit 40 Zügen und 24 Kaliberlängen (L/24). Am Rohrende ist der Verschlussblock mit einem vertikalen Keilverschluss verbaut. Am Laufende ist eine Mündungsbremse mit einem Wirkungsgrad von rund 30 % montiert. Bei der Rohrwiege ist eine hydropneumatische Rohrbremse und ein Rohrvorholer angebracht. Daneben befindet sich die Visiereinrichtung. Für indirektes Feuer wird die MP46M PANTEL-Visieranlage mit dem K-1-Kollimator verwendet und mit dem 1P9-Zielfernrohr können Ziele im Direktschuss bekämpft werden. Weiter ist an der Rohrwiege ein Schussschild montiert.
Um die Feldkanone feuer- oder fahrbereit zu machen, benötigt die fünfköpfige Bedienmannschaft rund zwei Minuten. Beim Schießen sind die Haupträder angehoben und der 2B16 stützt sich vorn auf eine von der Unterlafette abgesenkte Schießplattform. Am Ende der Holme sind zwei Erdsporne angebracht, welche die Rückstoßkraft in das Erdreich ableiten.
Kurzzeitig ist mit dem 2B16 eine Schussfolge von acht bis zehn Schuss pro Minute möglich. Danach muss die Schussfolge infolge der thermischen Beanspruchung des Geschützrohres auf drei bis vier Schuss pro Minute reduziert werden.

### Munition
Der 2B16 verwendet dieselbe Munition wie die 2S9 Nona-S. Diese Munition wurde speziell für dieses Geschütz entwickelt (siehe Munition für die 2S9 Nona-S). Zur Anwendung kommt halbgetrennte Munition. Diese besteht aus der Granate sowie dem hinten aufgesteckten Ladungsträger mit der Treibladung. Das Zusammenstecken der Munition erfolgt in der Regel in der Feuerstellung der 2B16 durch einen Munitionswart oder den Ladeschützen. Mit der Standard-Sprenggranate 3OF49 wird eine Schussdistanz von 8,85 km erreicht. Mit der 3OF50-Sprenggranate mit Raketenantrieb beträgt die maximale Schussdistanz 12,8 km. Für die Panzerbekämpfung im Direktschuss wird die flügelstabilisierte Hohlladungs-Granate 3BK19 verwendet. Diese kann über 600 mm Panzerstahl durchschlagen. Mit der präzisionsgelenkten Mörsergranate vom Typ Kitolow-2M beträgt die Schussdistanz 12 km. Daneben kann der 2B16 nahezu sämtliche 120-mm-Mörsergranaten verschießen.

## Nutzerstaaten
- Russland
Russisches Heer – 100
Russische Marineinfanterie – 24
- Ukraine – 2

Quellen: